# El dolcet pal cafè
El dolcet pal cafè és un pòdcast valencià d’entreteniment produït i presentat per Ana Gisbert, Jaume Grau, Cristian Llorens i Artur Soler. El programa, que es va iniciar l'any 2022, es difon a través de plataformes com Spotify, iVoox, Apple Podcast i YouTube.
El pòdcast ha estat guardonat amb diversos premis, entre els quals es troben el premi Sonor 2025 al millor pòdcast d'entreteniment i el premi Crit 2025 a la categoria d'entreteniment.

## El pòdcast
El dolcet pal cafè és un pòdcast en valencià orientat al públic jove i la generació millennial, que combina humor, cultura pop, feminisme i defensa dels drets LGTBI+.

### Contingut i format
El pòdcast adopta un format conversacional, amb una durada aproximada d’entre 60 i 70 minuts per episodi. Els continguts combinen humor i divulgació, amb temàtiques que inclouen la cultura i identitat valencianes, l’actualitat política, el feminisme, els drets del col·lectiu LGTBIQ+, la ruralitat i les festivitats populars.
El to del programa és informal i satíric, amb una voluntat explícita de combinar l’entreteniment amb la reflexió crítica. L’audiència principal del pòdcast és un públic jove, especialment de la generació millennial i centennial, i s’expressa íntegrament en valencià.

### Impacte
Des de la seva creació, el pòdcast ha tingut una incidència notable en l’àmbit cultural valencià, especialment en l’espai digital. Ha estat valorat per la seva contribució a la visibilització de qüestions socioculturals i polítiques des d’una òptica jove i local.

## Censura en la ràdio pública valenciana
El desembre de 2023, els membres del pòdcast feren públic un comunicat en què denunciaven un cas de censura a la ràdio pública valenciana en el seu espai setmanal dins del programa El Rall. Posteriorment, la Unió de Periodistes Valencians investigà la situació i identificà altres casos similars en què la nova direcció de l'emissora hauria intervingut per censurar continguts relacionats amb la memòria històrica i amb Escola Valenciana.

## Premis i reconeixements
| Any  | Premis                                    | Categoria                       |           |
| ---- | ----------------------------------------- | ------------------------------- | --------- |
| 2022 | Gala de Creadors de Contingut en Valencià | Creadors revelació              | Guanyador |
| 2023 | V Premis Tresdeu                          | Pòdcast de l'any                | Finalista |
| 2023 | Premis del pòdcast d'Acció Cultural       | Millor pòdcast d'entreteniment  | Guanyador |
| 2024 | Premis Sonor 2024                         | Millor pòdcast d'entreteniment  | Finalista |
| 2024 | Premis Sonor 2024                         | Premi del públic                | Finalista |
| 2024 | Premis AMIC-Tresdeu                       | Millor pòdcast                  | Finalista |
| 2025 | Premis Sonor 2025                         | Millor pòdcast d'entreteniment  | Guanyador |
| 2025 | Premis Crit 2025                          | Millor projecte d'entreteniment | Guanyador |
| 2025 | Premis Festa pel valencià d'ElDiario.es   | Millor pòdcast en valencià      | Guanyador |